# Frank Campeau

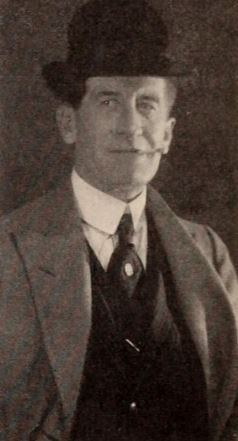
Frank Campeau (1920), Foto aus dem Exhibitors Herald

Frank Campeau (* 14. Dezember 1864 in Detroit, Michigan; † 5. November 1943 in Woodland Hills, Kalifornien) war ein US-amerikanischer Film- und Theaterschauspieler.

## Leben und Karriere
Frank Campeau begann seine Karriere am Theater. Zwischen 1904 und 1916 spielte er in vier Stücken am Broadway, darunter in Believe Me, Xantippe aus dem Jahre 1913 neben John Barrymore. Nachdem Campeau im Jahre 1911 bereits sein Filmdebüt im Kurzfilm Kit Carson's Wooing gegeben hatte, konzentrierte er sich ab Mitte der 1910er-Jahre hauptsächlich auf seine Filmkarriere. Bekannt wurde er während der Stummfilmzeit vor allem durch Nebenrollen in den Filmen des Stummfilmstars Douglas Fairbanks senior, neben dem er zwischen 1916 und 1921 in alleine 15 Filmen spielte. Er verkörperte hauptsächlich Schurkenrollen, häufig heuchlerischer oder schmieriger Natur. Campeau übernahm ebenfalls Rollen in drei Stummfilmen von John Ford, darunter Drei rauhe Gesellen aus dem Jahre 1926, in dem Campeau einen Pferdedieb spielte, der im Laufe des Filmes geläutert und dann getötet wird.
Nach dem Anbruch der Tonfilmzeit Ende der 1920er-Jahre wurden Campeaus Rollen zunehmend kleiner. Er verkörperte unter anderem General Sheridan in David Wark Griffiths Version von Abraham Lincoln (1930) und hatte eine kleine Nebenrolle als Limonadenverkäufer im aufwendigen Kostümfilm Marie-Antoinette mit Norma Shearer. Nach rund 95 Filmen beendete er seine Filmkarriere im Jahre 1940. Frank Campeau war verheiratet mit Lillian Stratton Corbin (1882–1928), die Ehe wurde allerdings nach einigen Jahren geschieden. Er verstarb im November 1943 im Alter von 78 Jahren. Frank Campeu liegt auf dem Pierce Brothers Valhalla Memorial Park in North Hollywood begraben.

## Filmografie (Auswahl)
- 1911: Kit Carson's Wooing
- 1916: The Wood Nymph
- 1916: Intoleranz (Intolerance)
- 1919: His Majesty, the American
- 1921: The Kid
- 1922: The Trap

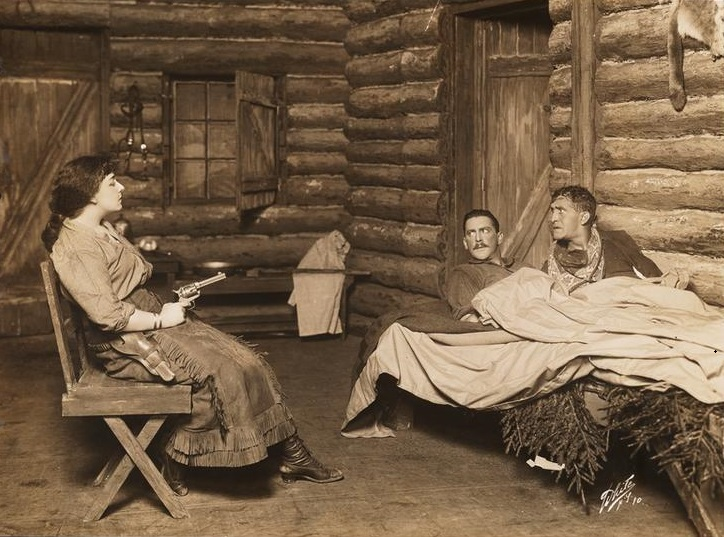
Campeau (rechts) im Broadway-Stück Believe Me, Xantippe neben Mary Young und John Barrymore (1913)

- 1922: Der Herr der Steppe (Just Tony)
- 1923: Die Insel der verlorenen Schiffe (The Isle of Lost Ships)
- 1923: Unter den Wölfen von Alaska (North of Hudson Bay)
- 1923: Hoodman Blind
- 1926: Das Testament des Goldsuchers (No Man's Gold)
- 1926: Drei rauhe Gesellen (3 Bad Man)
- 1926: Ein Ende mit Schrecken (Sea Horses)
- 1927: The First Auto
- 1929: The Gamblers
- 1929: Sag' es mit Liedern (Say It With Songs)
- 1930: The Last of the Duanes
- 1930: Abraham Lincoln
- 1931: Fighting Caravans
- 1935: Goldfieber in Alaska (The Call of the Wild)
- 1935: Der Rächer (The Robin Hood of El Dorado)
- 1937: Tarantella (The Firefly)
- 1938: Marie-Antoinette